# Nik Lentz
Nik Lentz, född 13 augusti 1984 i El Paso, är en amerikansk MMA-utövare som sedan 2009 tävlar i organisationen Ultimate Fighting Championship.